# Frinco
Frinco (Frinch in piemontese) è un comune italiano di 714 abitanti in provincia di Asti, nel territorio storico dell'Astesana in Piemonte.

## Geografia fisica
Il centro comunale si trova a breve distanza dal torrente Versa, e il territorio circostante è principalmente collinare.

## Storia
I primi documenti attestanti l'esistenza centro abitato risalgono al 1177. A partire dal 1250 Frinco iniziò a fare parte dei possedimenti dei banchieri Pelletta, di Asti, i quali lo cedettero a inizio XIV secolo ad un'altra famiglia di banchieri, quella dei Turco, che ne mantennero il possesso fino al 1342. Nel 1438 l’imperatore Alberto II dichiarò Frinco feudo imperiale.

### Simboli
Lo stemma e il gonfalone sono stati concessi con DPR del 17 novembre 1992.
Il gonfalone è un drappo rettangolare di azzurro.

## Monumenti e luoghi d'interesse

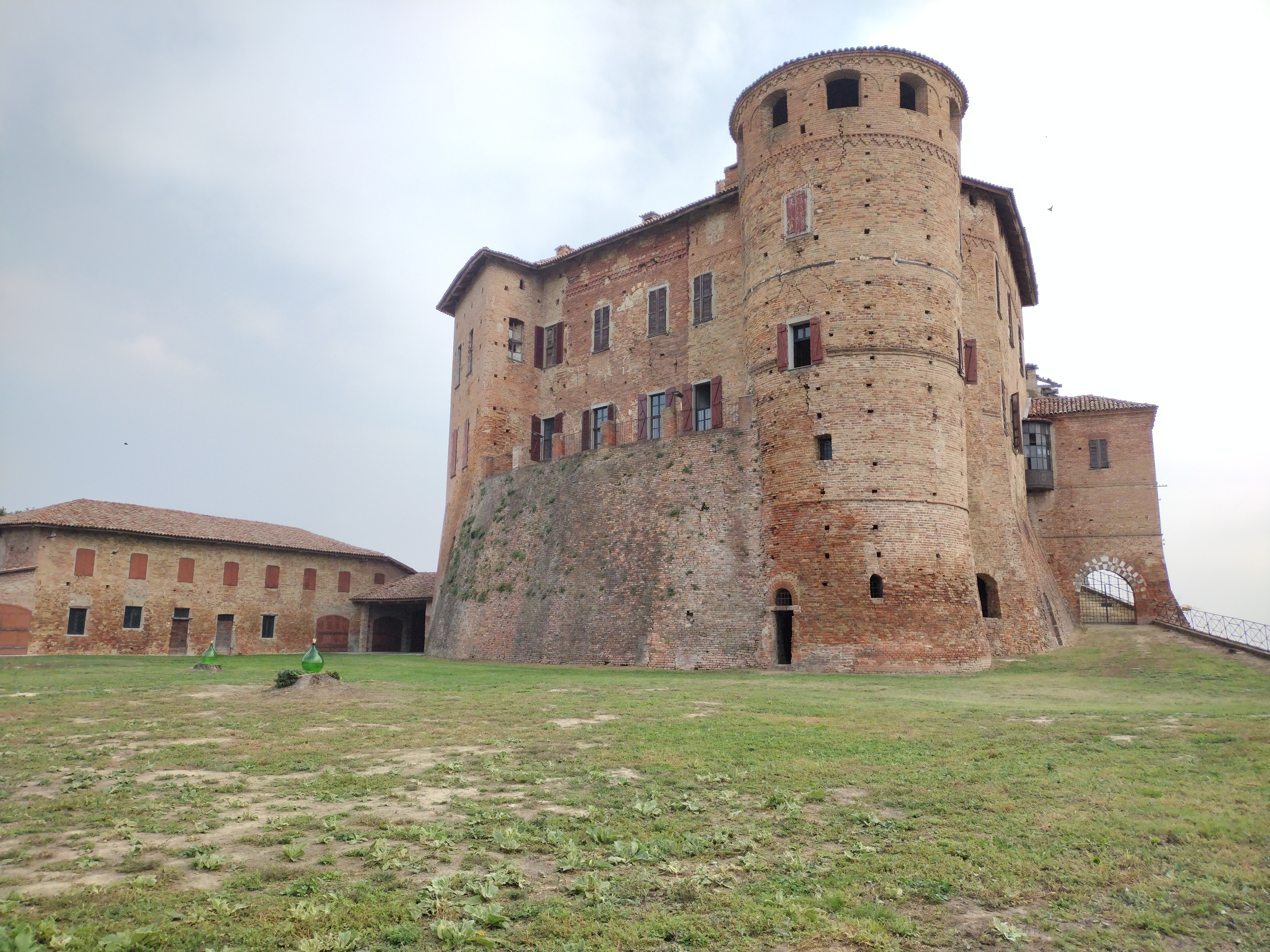
Il castello di Frinco

- Castello, di origine medioevale.[7]

## Società

### Evoluzione demografica
Abitanti censiti

## Amministrazione

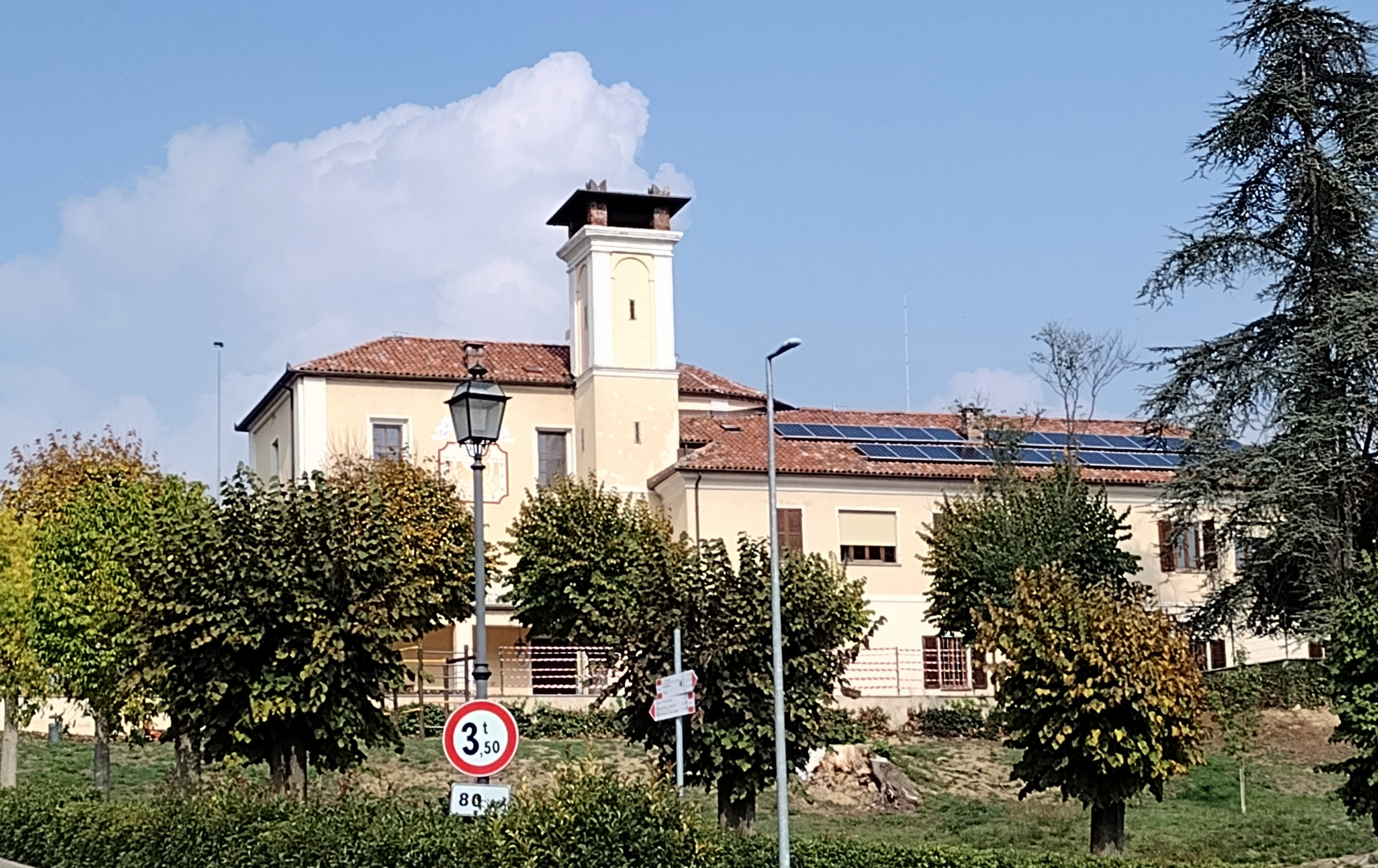
Il municipio

Di seguito è presentata una tabella relativa alle amministrazioni che si sono succedute in questo comune.
| Periodo        | Periodo        | Primo cittadino        | Partito                         | Carica  | Note  |
| -------------- | -------------- | ---------------------- | ------------------------------- | ------- | ----- |
| 17 giugno 1985 | 25 maggio 1990 | Agostino Vercelli      | Democrazia Cristiana            | Sindaco | [ 9 ] |
| 25 maggio 1990 | 24 aprile 1995 | Renzo Gavello          | -                               | Sindaco | [ 9 ] |
| 24 aprile 1995 | 14 giugno 1999 | Renzo Mangone          | Partito Popolare Italiano       | Sindaco | [ 9 ] |
| 14 giugno 1999 | 14 giugno 2004 | Renzo Mangone          | lista civica                    | Sindaco | [ 9 ] |
| 14 giugno 2004 | 8 giugno 2009  | Carlo Conti            | lista civica                    | Sindaco | [ 9 ] |
| 8 giugno 2009  | 26 maggio 2014 | Carlo Conti            | lista civica                    | Sindaco | [ 9 ] |
| 13 giugno 2014 | 26 maggio 2019 | Simona Maria Ciciliato | lista civica Fare per Frinco    | Sindaco | [ 9 ] |
| 26 maggio 2019 | 10 giugno 2024 | Luigi Ferrero          | lista civica                    | Sindaco | [ 9 ] |
| 10 giugno 2024 | in carica      | Luigi Ferrero          | lista civica Impegno per Frinco | Sindaco | [ 9 ] |

### Altre informazioni amministrative
Il comune fa parte della comunità collinare Val Rilate.